# Свіден-Веллі (Пенсільванія)
Свіден-Веллі (англ. Sweden Valley) — переписна місцевість (CDP) в США, в окрузі Поттер штату Пенсільванія. Населення — 197 осіб (2020).

## Географія
Свіден-Веллі розташований за координатами 41°45′34″ пн. ш. 77°57′14″ зх. д. / 41.75944° пн. ш. 77.95389° зх. д. (41.759534, -77.953757).  За даними Бюро перепису населення США в 2010 році переписна місцевість мала площу 2,67 км², уся площа — суходіл.

## Демографія
Згідно з переписом 2010 року, у переписній місцевості мешкали 223 особи в 92 домогосподарствах у складі 58 родин. Густота населення становила 84 особи/км².  Було 109 помешкань (41/км²).
Расовий склад населення:
| - 97,3 % — білих - 1,8 % — корінних американців - 0,4 % — азіатів |

До двох чи більше рас належало 0,4 %. Частка іспаномовних становила 2,7 % від усіх жителів.
За віковим діапазоном населення розподілялося таким чином: 27,8 % — особи молодші 18 років, 53,4 % — особи у віці 18—64 років, 18,8 % — особи у віці 65 років та старші. Медіана віку мешканця становила 37,2 року. На 100 осіб жіночої статі у переписній місцевості припадало 108,4 чоловіків;  на 100 жінок у віці від 18 років та старших — 103,8 чоловіків також старших 18 років.
Середній дохід на одне домашнє господарство  становив 55 220 доларів США (медіана — 41 500), а середній дохід на одну сім'ю — 67 849 доларів (медіана — 56 563). Медіана доходів становила 38 333 долари для чоловіків та 21 071 долар для жінок. За межею бідності перебувало 1,5 % осіб, у тому числі 0,0 % дітей у віці до 18 років та 7,5 % осіб у віці 65 років та старших.
Цивільне працевлаштоване населення становило 109 осіб. Основні галузі зайнятості: освіта, охорона здоров'я та соціальна допомога — 26,6 %, будівництво — 14,7 %, транспорт — 11,0 %, виробництво — 11,0 %.